# Juuso Hietanen
Juuso Hietanen (Hämeenlinna, 14 giugno 1985) è un hockeista su ghiaccio finlandese.

## Palmarès

### Giochi olimpici invernali
- Bronzo a Soči 2014

### Campionati mondiali
- Argento a Bielorussia 2014
- Argento a Russia 2016